# 小行星8782
小行星8782（8782 Bakhrakh）是一颗绕太阳运转的小行星，为主小行星带小行星。该小行星于1976年10月26日发现。

## 轨道参数
小行星8782的轨道半长轴为2.4372295 UA，离心率为0.199。